# Palágyi Róbert
Palágyi Róbert, Práger (Csáktornya, 1887. augusztus 29. – Budapest, 1971. március 15.) ügyvéd.

## Életútja
Práger Mór szabómester és Heinrich Janka fiaként született. Középiskoláit Nagykanizsán, egyetemi tanulmányait Budapesten végezte és 1913-ban ügyvédi oklevelet szerzett. Prager családi nevét 1910-ben Palágyira változtatta. Az első világháború kitörésétől a leszerelésig katonai szolgálatot teljesített. A szakirodalomban a szerzői, kiadói jog és a tisztességtelen versenyről szóló jog körébe vágó kérdésekkel foglalkozott. Ügyésze volt a Magyar Színpadi Szerzők Egyesületének, a Magyar Mozgóképüzemengedélyesek Országos Egyesületének és főtitkára a Nemzetközi Irodalmi és Művészeti Szövetség magyar csoportjának. 1914. január 7-én Laibachban (Ljubljana) feleségül vette Stacul Valériát. Halálát kisvérköri keringési elégtelenség okozta, a Farkasréti temetőben helyezték nyugalomra.